# Sigmund Gustav Adolf von Gemmingen
Sigmund Gustav Adolf von Gemmingen (* 20. November 1839 in Bonfeld; † 1918) war badischer Hofmarschall.

## Leben

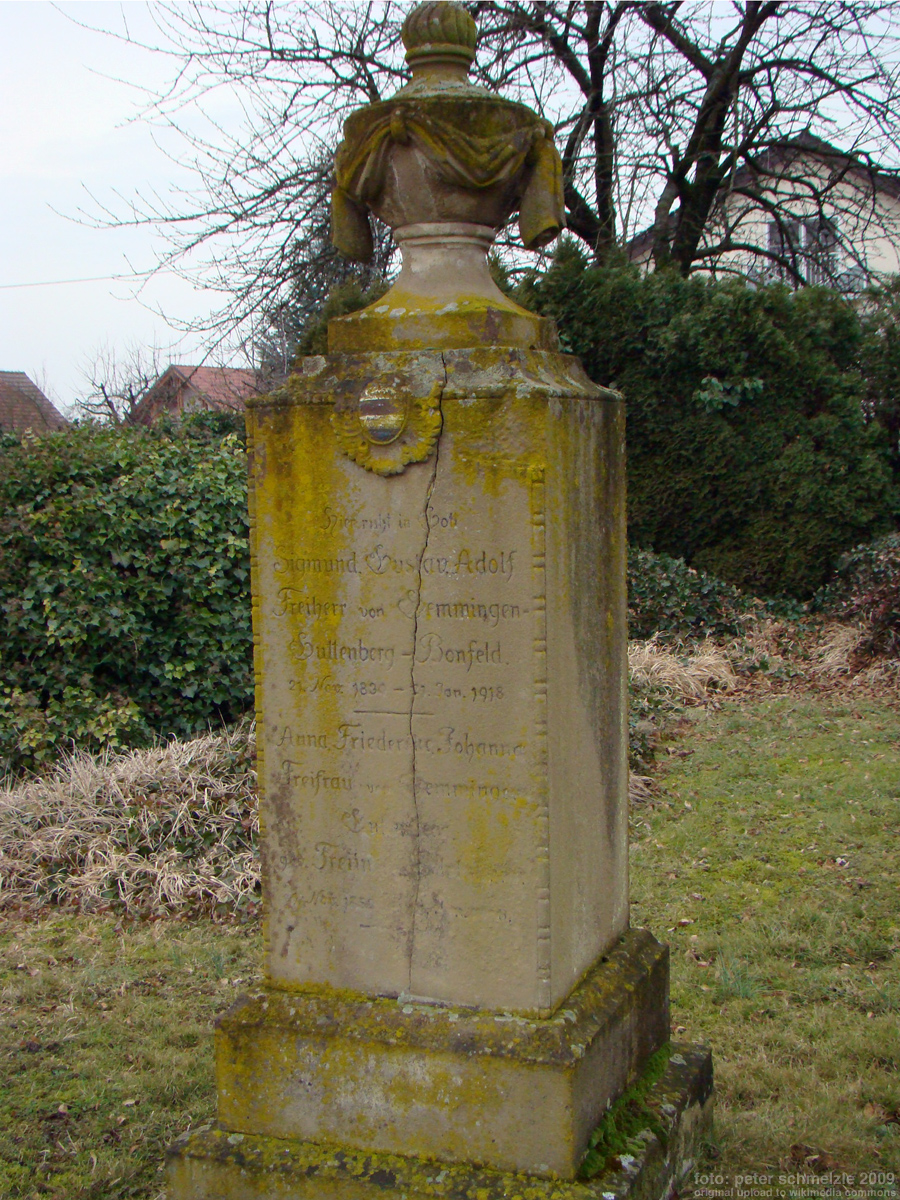
Grabmal für ihn und seine Gattin auf dem Bonfelder Friedhof

Er war ein Sohn des Eduard Friedrich Ludwig von Gemmingen (1807–1846) und der Luise von Gemmingen-Hornberg (1812–1849). Nach dem frühen Tod der Eltern kam er gemeinsam mit seinem Bruder Karl Sigmund Raimund (1838–1880) in die Obhut seines Onkels Franz Karl von Gemmingen-Hornberg (1806–1867). Er besuchte das Gymnasium in Mannheim und trat 1858 in Padua als Kadett in das k. k. Husarenregiment Kaiser Franz Josef No. 1 ein. Er stieg zum Oberleutnant auf und nahm an 1859 der Schlacht von Solferino und 1866 an der Schlacht von Custozza teil. Für seinen Einsatz bei Custozza erhielt er das Militärverdienstkreuz. 1869 kam er zum Husarenregiment Fürst Franz Liechtenstein No. 9, wo er zum Rittmeister befördert wurde. 1872 trat er aus dem Militär aus und in den badischen Hofdienst ein. Er wurde Kammerherr und später Hofmarschall in Karlsruhe. Er und seine Gattin wurden im Baronenviertel des Bonfelder Friedhofs beigesetzt.

## Familie
Er heiratete 1876 Anna Friederike Johanna von Edelsheim (1852–1926). Er gehörte dem 1. Zweig (Bonfeld Oberschloss) des 2. Astes (Bonfeld-Guttenberg) der II. Linie Gemmingen-Guttenberg der Freiherren von Gemmingen an. Der Familienzweig starb mit seinem kinderlos gebliebenen Sohn Hans († 1940) aus.
Nachkommen:
- Marie Luise (1877–1945) ⚭ Edgar Freiherr von Rotberg († 1932)
- Hans Wilhelm Eduard (1878–1940)
- Luise Marie (1880–1955) ⚭ Wilhelm von Saint-André (1873–1916)